# BLAST.tv Major: Paris 2023
Das BLAST.tv Major: Paris 2023 war das 19. und letzte Major-Turnier in der E-Sport-Disziplin Counter-Strike: Global Offensive und das erste in Frankreich. Das Turnier wurde vom 8. bis 21. Mai 2023 in Paris ausgetragen. Die finale Champions-Stage fand in der Accor Arena statt. Das Preisgeld des Turniers betrug 1,25 Millionen US-Dollar. Der Gewinner des letzten Majors, das russische Team Virtus.pro (damals unter dem neutralen Namen Outsiders), scheiterte bereits in der Qualifikation für das Turnier. Sieger wurde das französische Team Vitality.

## Qualifikation
Die Qualifikation diente der Auswahl der 24 teilnahmeberechtigten Teams. Es wurden jeweils Qualifikationsplätze in den Kategorien Legends, Challengers und Contenders vergeben. Teams der Kategorie Legends sind direkt für die Legends-Stage qualifiziert, während die Teams der Kategorien Challengers und Contenders in der Challengers Stage antreten müssen. Die Qualifikation lief über RMR-Turniere (Regional Major Ranking), sodass jeweils nur Teams derselben Region die Startplätze untereinander ausspielten. Anders als beim letzten Major, handelte es sich um eine drei- statt zweistufige Qualifikation. Die offene Qualifikationsrunde startete im Februar 2023, in der die Teams für die geschlossene Qualifikation ausgespielt wurden. Alle Qualifikationsstufen sind unterteilt in mehrere unabhängige Turniere in separaten Regionen. Die offene Qualifikationsrunde wurde im K.-o.-System ausgetragen, d. h. unterlegene Mannschaften schieden aus dem Turnier aus. Falls in der Region eine weitere offene Qualifikation stattfand, konnten vorherig ausgeschiedene Teams jedoch wieder mitmachen. Eine Teilnehmerbeschränkung gab es nicht, je mehr Teams sich anmeldeten, desto größer wurden die Turniere. Nur die Anzahl der veranstalteten Turniere war festgelegt.

### Geschlossene Qualifikation
In der zweiten Runde der Qualifikation traten die Gewinner der offenen Qualifikationsturniere sowie die besten Teams aus der regionalen Liste an. Die besten qualifizierten sich für die RMR-Turniere. Die geschlossene Qualifikation bestand aus mehreren regionalen Turnieren:
| Region  | Teilregion               | Teams aus der offenen Qualifikation | Teams von der regionalen Liste | {\displaystyle \sum } Teams | Verfügbare RMR-Plätze |
| ------- | ------------------------ | ----------------------------------- | ------------------------------ | --------------------------- | --------------------- |
| Europa  | keine Unterteilung 1     | 16                                  | 16                             | 32                          | 18                    |
| Amerika | Nordamerika              | jeweils 8                           | jeweils 8                      | jeweils 16                  | jeweils 7             |
| Amerika | Südamerika               | jeweils 8                           | jeweils 8                      | jeweils 16                  | jeweils 7             |
| Asien   | China                    | jeweils 4                           | jeweils 4                      | jeweils 8                   | jeweils 2             |
| Asien   | Ozeanien                 | jeweils 4                           | jeweils 4                      | jeweils 8                   | jeweils 2             |
| Asien   | Mittlerer Osten & Afrika | jeweils 4                           | jeweils 4                      | jeweils 8                   | jeweils 2             |
| Asien   | Restliches Asien         | jeweils 4                           | jeweils 4                      | jeweils 8                   | jeweils 2             |
| Gesamt  | Gesamt                   | 48                                  | 48                             | 96                          | 40                    |

### RMR-Turniere
Die RMR-Turniere fanden vom 3. bis 15. April 2023 statt. Alle 16 Teams, die im vorangegangenen Major in Rio die Legends-Stage erreicht hatten, waren automatisch für diese Stufe qualifiziert. Ausgespielt wurden die RMR-Turniere im Schweizer System. Eine Ausnahme war das Turnier der Region Asien, das aufgrund der geringen Teilnehmerzahl im K.-o.-System gespielt wurde. Teams, die in diesen Turnieren gut abschnitten, qualifizierten sich für das Major. Insgesamt gab es vier RMR-Turniere: Je eines für die Regionen Asien (Asien und Pazifik) und Amerika (Nord- und Südamerika), und aufgrund der großen Teilnehmerzahl zwei für Europa (Europa und GUS). Außerdem spielten knapp nicht für das Major qualifizierte Teams aus den beiden Europa-RMRs in einem speziellen, kleinen Last-Chance-RMR-Turnier um einen letzten Contender-Platz. Die RMR-Turniere boten Platz für 56 Teams.

#### Teilnehmer
Nachfolgend sind alle Teams, die an den RMR-Turnieren teilnahmen, unter ihrer jeweiligen Region gelistet. Ausschlaggebend für die Region des Teams war dabei der Sitz der Organisation, nicht die Nationalität der Spieler. Stand ein Team bei keiner Organisation unter Vertrag, so wurde es unter der Region gelistet, der die meisten Spieler angehörten. Die Flagge neben dem Teamnamen zeigt jeweils die am meisten vertretene Nationalität unter den Spielern an. Gab es keine eindeutige Mehrheit, so ist die Flagge der kleinstmöglichen Region, die alle Spielernationalitäten beinhaltete, dargestellt.
| RMR Europa A - gesetzt: - Virtus.pro R (TV) - fnatic - mousesports - Natus Vincere - Bad News Eagles - FaZe Clan - Sprout - ungesetzt (alle Europa-Qual.): - OG - GamerLegion - Falcons - Apeks - 1WIN - Into the Breach - B8 - Viperio - SAW | RMR Europa B - gesetzt: - Cloud 9 - Heroic - Team Spirit - BIG - Team Vitality - Ninjas in Pyjamas - ENCE - ungesetzt (alle Europa-Qual.): - G2 Esports - Astralis - 9INE - Aurora - forZe - Eternal Fire - Monte - iNation - 500 | RMR Europa Last Chance - ungesetzt (RMR Europa A): - FaZe Clan - B8 - Falcons - ungesetzt (RMR Europa B): - BIG - Aurora - Cloud 9 | RMR Amerika - gesetzt: - FURIA Esports - Team Liquid - ungesetzt (Südamerika-Qual.): - Imperial Esports - BESTIA - 00NATION - Fluxo - Paquetá - Flamengo - Solid - ungesetzt (Nordamerika-Qual.): - CompLexity - paiN - MIBR - Nouns - TeamOne - yur - Detonate (zg.) Info - nachgerückt & ungesetzt: - Evil Geniuses | RMR Asien - ungesetzt (Asien-Qual.): - TheMongolz - Eruption - ungesetzt (Ozeanien-Qual.): - Grayhound - VERTEX - ungesetzt (China-Qual.): - Rare Atom - TYLOO - ungesetzt (Mittlerer Osten & Afrika-Qual.): - Twisted Minds - Invictus International |

#### Ergebnisse
Sofern keine Entscheidungen über die Qualifikationsstufe von Teams davon abhingen, wurden keine Tiebreaker gespielt und mehrere Teams belegten denselben Platz.
| RMR Europa A | RMR Europa A    |
| ------------ | --------------- |
| 1.–2.        | Natus Vincere   |
| 1.–2.        | fnatic          |
| 3.           | Into the Breach |
| 4.           | Bad News Eagles |
| 5.           | GamerLegion     |
| 6.           | Apeks           |
| 7.           | OG              |
| 8.           | mousesports     |
| 9.–11.       | FaZe Clan       |
| 9.–11.       | B8              |
| 9.–11.       | Falcons         |
| 12.–14.      | Virtus.pro (TV) |
| 12.–14.      | Sprout          |
| 12.–14.      | 1WIN            |
| 15.–16.      | Viperio         |
| 15.–16.      | SAW             |

| RMR Europa B | RMR Europa B      |
| ------------ | ----------------- |
| 1.–2.        | Heroic            |
| 1.–2.        | 9INE              |
| 3.           | Team Vitality     |
| 4.           | Monte             |
| 5.           | G2 Esports        |
| 6.           | forZe             |
| 7.           | Ninjas in Pyjamas |
| 8.           | ENCE              |
| 9.–11.       | BIG               |
| 9.–11.       | Aurora            |
| 9.–11.       | Cloud 9           |
| 12.–14.      | 500               |
| 12.–14.      | Astralis          |
| 12.–14.      | Eternal Fire      |
| 15.–16.      | iNation           |
| 15.–16.      | Team Spirit       |

| RMR Europa Last Chance | RMR Europa Last Chance |
| ---------------------- | ---------------------- |
| 1.                     | FaZe Clan              |
| 2.                     | Cloud 9                |
| 3.                     | BIG                    |
| 4.–6.                  | Falcons                |
| 4.–6.                  | Aurora                 |
| 4.–6.                  | B8                     |

| RMR Amerika | RMR Amerika      |
| ----------- | ---------------- |
| 1.          | FURIA Esports    |
| 2.          | paiN             |
| 3.–5.       | Team Liquid      |
| 3.–5.       | CompLexity       |
| 3.–5.       | Fluxo            |
| 6.–8.       | MIBR             |
| 6.–8.       | Paquetá          |
| 6.–8.       | Nouns            |
| 9.–12.      | Flamengo         |
| 9.–12.      | BESTIA           |
| 9.–12.      | Imperial Esports |
| 9.–12.      | Evil Geniuses    |
| 13.–16.     | Solid            |
| 13.–16.     | yur              |
| 13.–16.     | TeamOne          |
| 13.–16.     | 00NATION         |

| RMR Asien | RMR Asien              |
| --------- | ---------------------- |
| 1.        | Grayhound              |
| 2.        | TheMongolz             |
| 3.        | Rare Atom              |
| 4.        | Twisted Minds          |
| 5.–6.     | Eruption               |
| 5.–6.     | TYLOO                  |
| 7.–8.     | Invictus International |
| 7.–8.     | VERTEX                 |

Die hinterlegte Farbe in der Tabelle gibt die Qualifikationsstufe des jeweiligen Teams an:
| Legende | Challenger | Contender | Last Chance | nicht qualifiziert |
| ------- | ---------- | --------- | ----------- | ------------------ |

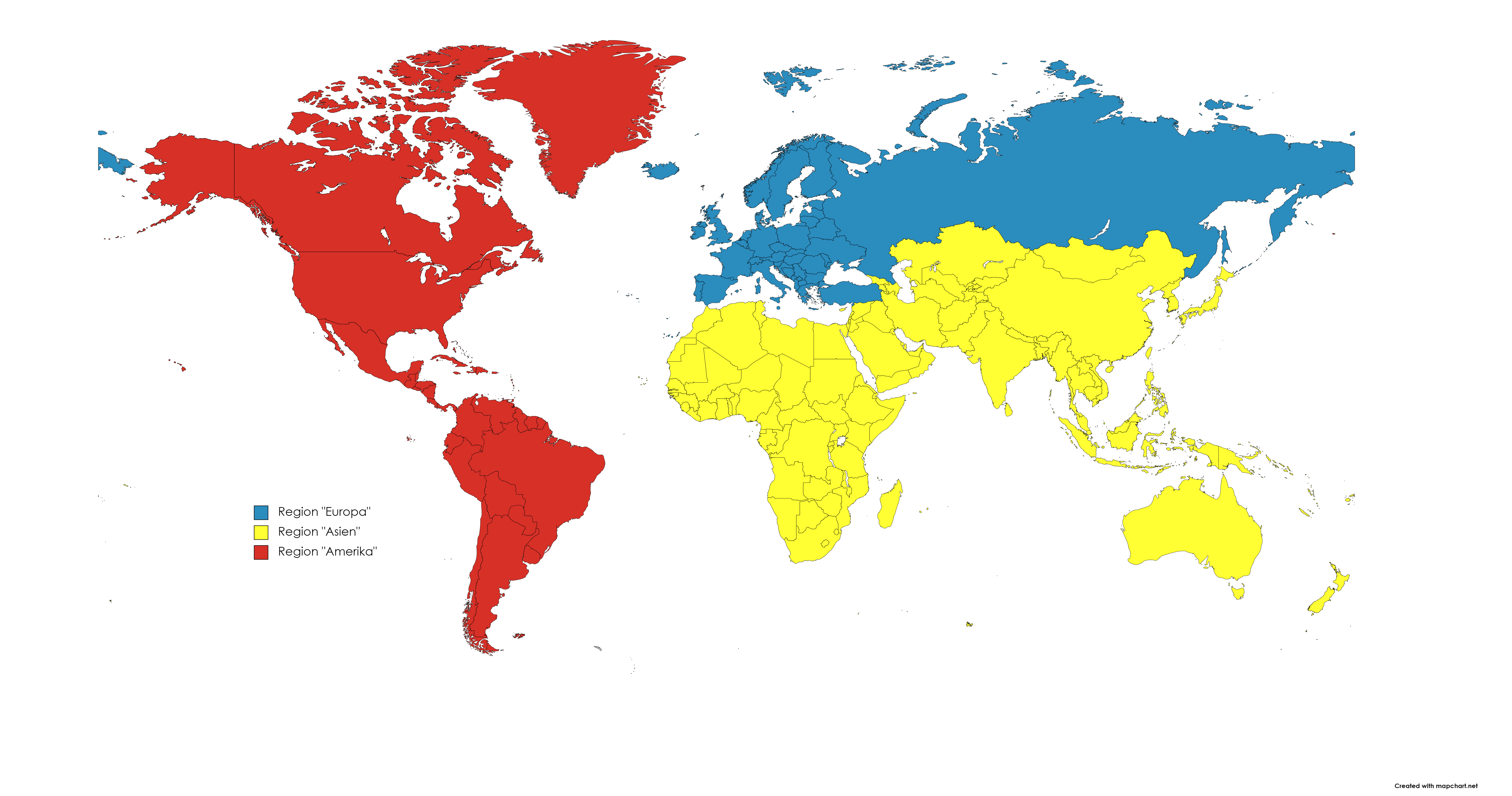
Geographische Zuordnung der drei Regionen.

Es ergab sich folgende Verteilung der Qualifikationsplätze auf die Regionen. Im Vergleich zum letzten Major erhielt die Region Europa einen Challenger-Startplatz mehr, Amerika verlor diesen Platz. Festgelegt wurde diese Verteilung durch das Abschneiden der Regionen auf dem letzten Major.
| Region  | Legends | Challenger | Contender | {\displaystyle \sum } |
| ------- | ------- | ---------- | --------- | --------------------- |
| Europa  | 7       | 7          | 3         | 17 Teams              |
| Amerika | 1       | 1          | 3         | 5 Teams               |
| Asien   | -       | -          | 2         | 2 Teams               |

### Neuerungen
Mit diesem Major hat Valve den Qualifikationsprozess insoweit verändert, dass Teams, die auf vorherigen Major-Turnieren und anderen großen Veranstaltungen gut abgeschnitten haben, ebenfalls die erste Qualifikationsrunde überspringen durften. Die Teams wurden über eine regionale Liste ausgewählt. Für gute Platzierungen steigen sie auf dieser Liste nach oben. Diese Teams durften dann in der neuen, zweiten Qualifikationsstufe starten, die auf die offene Qualifikation folgte. Diese geschlossene Qualifikation wurde auch auf regionaler Basis ausgetragen. Teams, die in dieser Runde gut abschnitten, waren für die RMRs qualifiziert. Die Qualifikation wurde also auf drei Stufen ausgeweitet.
Außerdem wurde das RMR-Turnier der Region Asien von vier auf acht Teams erweitert. Dies war im Vorfeld aus vielen Kreisen gefordert worden.

## Modus
Das Turnier ist in drei Abschnitte gegliedert: Die ersten beiden Abschnitte Challenger-Stage und Legends-Stage werden im Schweizer System ausgetragen. An ihnen nehmen jeweils 16 Teams teil. Die genauen Begegnungen werden anhand der Buchholz-Koeffizienten der jeweiligen Teams bestimmt. Drei Siege berechtigen zum Einzug in die nächste Runde, nach drei Niederlagen scheidet ein Team aus. Um die Dauer dieser Abschnitte nicht unnötig zu erhöhen, werden nur Entscheidungsspiele im Best-of-3 ausgetragen, d. h. nur die Spiele, in denen über Weiterkommen oder Ausscheiden entschieden wird. Alle anderen Spiele sind Best-of-1. Die finale Champions Stage wird im K.-o.-System ausgespielt. In diesem Turnierabschnitt werden alle Spiele im Best-of-3 ausgetragen.

### Veto-System und Maps
Durch ein Veto-System haben Teams die Möglichkeit, die zu spielenden Maps bedingt zu bestimmen. Im Best-of-1 bannt Team #1 zuerst 2 Maps, Team #2 danach 3 Maps. Team #1 wählt eine aus den übrigen 2 Maps aus, während Team #2 die Seitenwahl obliegt. Das höher gesetzte Team darf auswählen, wer die Bannphase eröffnet.
Im Best-of-3 bannen beide Teams jeweils eine Map und wählen danach jeweils eine Map, die auf jeden Fall gespielt wird. Das jeweils andere Team bekommt die Seitenwahl auf dieser Map zugeteilt. Danach bannen beide Teams jeweils wieder eine Map, sodass nur noch eine Entscheidungskarte übrigbleibt.
Gespielt wird ausschließlich auf den Maps der Active Duty-Gruppe (dt. aktiver Dienst). Diese umfasst folgende sieben Maps: Anubis, Mirage, Inferno, Overpass, Vertigo, Nuke, Ancient.

## Challengers-Stage
Die Challengers-Stage begann am 8. Mai und endete am 11. Mai mit acht für die Legends-Stage qualifizierten Teams.

### Teilnehmer
Acht Plätze wurden auf Grundlage der Plätze 9 bis 16 auf dem IEM Major: Rio 2022 vergeben. Dort schieden 7 Teams aus Europa und ein der Region Amerika zugeordnetes Team in der Legends-Stage aus. Die weiteren acht Plätze wurden auf Qualifikanten aus allen Regionen verteilt, wobei den Regionen Europa und Amerika drei und der Region Asien zwei Qualifikationsplätze zustanden.
Die folgenden 16 Teams nahmen an der Challenger-Stage teil:
| Challenger: - Europa: - GamerLegion - Apeks - OG - Monte - G2 Esports - forZe - Ninjas in Pyjamas - Amerika: - paiN | Contender: - Europa: - mousesports - ENCE - FaZe Clan - Amerika: - Team Liquid - CompLexity - Fluxo - Asien: - Grayhound - TheMongolz |

### Rundenergebnisse
In dieser Stage wurden fünf Runden gespielt, die insgesamt 33 Spiele umfassten.

#### Runde 1
|                   | Ergebnis |             | S-N |
| ----------------- | -------- | ----------- | --- |
| Monte             | 14:16    | FaZe Clan   | 0-0 |
| paiN              | 16:02    | Fluxo       | 0-0 |
| G2 Esports        | 16:11    | TheMongolz  | 0-0 |
| GamerLegion       | 11:16    | CompLexity  | 0-0 |
| forZe             | 14:16    | Grayhound   | 0-0 |
| Apeks             | 16:12    | Team Liquid | 0-0 |
| Ninjas in Pyjamas | 16:09    | mousesports | 0-0 |
| OG                | 06:16    | ENCE        | 0-0 |

#### Runde 2
|                   | Ergebnis |             | S-N |
| ----------------- | -------- | ----------- | --- |
| paiN              | 12:16    | FaZe Clan   | 1-0 |
| CompLexity        | 09:16    | G2 Esports  | 1-0 |
| Apeks             | 16:00    | Grayhound   | 1-0 |
| Ninjas in Pyjamas | 09:16    | ENCE        | 1-0 |
| Monte             | 16:08    | Fluxo       | 0-1 |
| GamerLegion       | 11:16    | TheMongolz  | 0-1 |
| forZe             | 16:14    | Team Liquid | 0-1 |
| OG                | 16:11    | mousesports | 0-1 |

#### Runde 3
|                   | Ergebnis        |             | S-N |
| ----------------- | --------------- | ----------- | --- |
| ENCE              | 12:16 :13 16:08 | FaZe Clan   | 2-0 |
| Apeks             | 11:16 03:16     | G2 Esports  | 2-0 |
| CompLexity        | 04:16           | paiN        | 1-1 |
| forZe             | 16:06           | Monte       | 1-1 |
| Ninjas in Pyjamas | 19:17           | OG          | 1-1 |
| TheMongolz        | 10:16           | Grayhound   | 1-1 |
| GamerLegion       | 16:12 16:05     | mousesports | 0-2 |
| Team Liquid       | 11:16 :14 16:13 | Fluxo       | 0-2 |

#### Runde 4
|                   | Ergebnis        |            | S-N |
| ----------------- | --------------- | ---------- | --- |
| forZe             | 12:16 11:16     | FaZe Clan  | 2-1 |
| Ninjas in Pyjamas | 16:11 16:12     | Grayhound  | 2-1 |
| Apeks             | 16:11 13:16 :09 | paiN       | 2-1 |
| TheMongolz        | 13:16 12:16     | Monte      | 1-2 |
| Team Liquid       | 16:11 16:03     | CompLexity | 1-2 |
| GamerLegion       | 16:13 08:16 :07 | OG         | 1-2 |

#### Runde 5
|             | Ergebnis        |             | S-N |
| ----------- | --------------- | ----------- | --- |
| Monte       | 10:16 :01 16:10 | paiN        | 2-2 |
| forZe       | 12:16 13:16     | GamerLegion | 2-2 |
| Team Liquid | 16:09 16:09     | Grayhound   | 2-2 |

## Legends-Stage
Die Legends-Stage begann am 13. Mai und endete am 16. Mai mit acht für die Champions-Stage qualifizierten Teams.

### Teilnehmer
Acht Plätze wurden auf Grundlage der Plätze 1 bis 8 auf dem IEM Major: Rio 2022 vergeben. Diese erreichten 7 Teams aus Europa und ein Team aus der Region Amerika. Weitere acht qualifizierten sich über die vorangegangene Challenger-Stage.
| Legenden: - Europa: - Natus Vincere - fnatic - Into the Breach - Bad News Eagles - Heroic - 9INE - Team Vitality - Amerika: - FURIA Esports | Die besten 8 Teams der Challenger-Stage: - ENCE - G2 Esports - FaZe Clan - Ninjas in Pyjamas - Apeks - GamerLegion - Monte - Team Liquid |

### Rundenergebnisse
In dieser Stage wurden fünf Runden gespielt, die insgesamt 33 Spiele umfassten.

#### Runde 1
|                 | Ergebnis |                   | S-N |
| --------------- | -------- | ----------------- | --- |
| Natus Vincere   | 16:10    | GamerLegion       | 0-0 |
| 9INE            | 09:16    | Team Liquid       | 0-0 |
| FURIA Esports   | 07:16    | Monte             | 0-0 |
| fnatic          | 16:11    | Ninjas in Pyjamas | 0-0 |
| Heroic          | 16:07    | FaZe Clan         | 0-0 |
| Into the Breach | 10:16    | Apeks             | 0-0 |
| Team Vitality   | 16:13    | G2 Esports        | 0-0 |
| Bad News Eagles | 09:16    | ENCE              | 0-0 |

#### Runde 2
|                 | Ergebnis |                   | S-N |
| --------------- | -------- | ----------------- | --- |
| Natus Vincere   | 08:16    | Team Liquid       | 1-0 |
| fnatic          | 17:19    | Monte             | 1-0 |
| Team Vitality   | 16:13    | ENCE              | 1-0 |
| Heroic          | 16:10    | Apeks             | 1-0 |
| FURIA Esports   | 08:16    | Ninjas in Pyjamas | 0-1 |
| 9INE            | 13:16    | GamerLegion       | 0-1 |
| Bad News Eagles | 16:13    | G2 Esports        | 0-1 |
| Into the Breach | 16:12    | FaZe Clan         | 0-1 |

#### Runde 3
|               | Ergebnis        |                   | S-N |
| ------------- | --------------- | ----------------- | --- |
| Heroic        | 16:11 11:16 :12 | Team Liquid       | 2-0 |
| Team Vitality | 16:10 16:13     | Monte             | 2-0 |
| Natus Vincere | 16:09           | Ninjas in Pyjamas | 1-1 |
| fnatic        | 11:16           | GamerLegion       | 1-1 |
| ENCE          | 07:16           | Into the Breach   | 1-1 |
| Apeks         | 16:06           | Bad News Eagles   | 1-1 |
| FURIA Esports | 08:16 07:16     | G2 Esports        | 0-2 |
| 9INE          | 10:16 08:16     | FaZe Clan         | 0-2 |

#### Runde 4
|                 | Ergebnis          |                   | S-N |
| --------------- | ----------------- | ----------------- | --- |
| Apeks           | 06:16 09:16       | GamerLegion       | 2-1 |
| Into the Breach | 17:19 09:16       | Team Liquid       | 2-1 |
| Natus Vincere   | 12:16 02:16       | Monte             | 2-1 |
| fnatic          | 16:19 16:11 16:13 | G2 Esports        | 1-2 |
| ENCE            | 07:16 10:16       | Ninjas in Pyjamas | 1-2 |
| FaZe Clan       | 03:16 19:17 16:14 | Bad News Eagles   | 1-2 |

#### Runde 5
|                 | Ergebnis        |                   | S-N |
| --------------- | --------------- | ----------------- | --- |
| FaZe Clan       | 13:16 :05 22:19 | Natus Vincere     | 2-2 |
| Apeks           | 19:17 19:16     | Ninjas in Pyjamas | 2-2 |
| Into the Breach | 12:16 :08 16:04 | fnatic            | 2-2 |

## Champions-Stage
Die besten acht Teilnehmer der vorangegangenen Legends-Stage qualifizierten sich für den letzten Turnierabschnitt und spielten in der Accor Arena vor Zuschauern. In dieser Stage war jedes Spiel ein K.-o.-Spiel, verlierende Teams schieden sofort und endgültig aus. Die Champions-Stage begann am 18. Mai und endete am 21. Mai.
|  | Viertelfinale          | Viertelfinale     | Viertelfinale | Viertelfinale | Viertelfinale |                   |                   | Halbfinale  | Halbfinale | Halbfinale | Halbfinale | Halbfinale |  |  | Finale | Finale | Finale | Finale | Finale |
|  |                        |                   |               |               |               |                   |                   |             |            |            |            |            |  |  |        |        |        |        |        |
|  | Danemark               | Heroic            | 16            | 10            | 16            |                   |                   |             |            |            |            |            |  |  |        |        |        |        |        |
|  | Europaische Union      | FaZe Clan         | 14            | 16            | 06            |                   |                   |             |            |            |            |            |  |  |        |        |        |        |        |
|  | Europaische Union      | FaZe Clan         | 14            | 16            | 06            | Danemark          | Heroic            | 16          | 14         | 6          |            |            |  |  |        |        |        |        |        |
|  |                        |                   |               |               |               | Danemark          | Heroic            | 16          | 14         | 6          |            |            |  |  |        |        |        |        |        |
|  |                        | Europaische Union | GamerLegion   | 13            | 16            | 16                |                   |             |            |            |            |            |  |  |        |        |        |        |        |
|  | Ukraine                | Europaische Union | GamerLegion   | 13            | 16            | 16                | Monte             | 10          | 03         | -          |            |            |  |  |        |        |        |        |        |
|  | Ukraine                |                   |               |               |               |                   | Monte             | 10          | 03         | -          |            |            |  |  |        |        |        |        |        |
|  | Europaische Union      | GamerLegion       | 16            | 16            | -             |                   |                   |             |            |            |            |            |  |  |        |        |        |        |        |
|  |                        |                   |               |               |               |                   | Europaische Union | GamerLegion | 6          | 13         | -          |            |  |  |        |        |        |        |        |
|  |                        | Europaische Union | Team Vitality | 16            | 16            | -                 |                   |             |            |            |            |            |  |  |        |        |        |        |        |
|  | Vereinigte Staaten     | Team Liquid       | 10            | 11            | -             |                   |                   |             |            |            |            |            |  |  |        |        |        |        |        |
|  | Europaische Union      | Apeks             | 16            | 16            | -             |                   |                   |             |            |            |            |            |  |  |        |        |        |        |        |
|  | Europaische Union      | Apeks             | 16            | 16            | -             | Europaische Union | Apeks             | 14          | 12         | -          |            |            |  |  |        |        |        |        |        |
|  |                        |                   |               |               |               | Europaische Union | Apeks             | 14          | 12         | -          |            |            |  |  |        |        |        |        |        |
|  |                        | Europaische Union | Team Vitality | 16            | 16            | -                 |                   |             |            |            |            |            |  |  |        |        |        |        |        |
|  | Vereinigtes Konigreich | Europaische Union | Team Vitality | 16            | 16            | -                 | Into the Breach   | 11          | 12         | -          |            |            |  |  |        |        |        |        |        |
|  | Vereinigtes Konigreich |                   |               |               |               |                   | Into the Breach   | 11          | 12         | -          |            |            |  |  |        |        |        |        |        |
|  | Europaische Union      | Team Vitality     | 16            | 16            | -             |                   |                   |             |            |            |            |            |  |  |        |        |        |        |        |

## Preisgeldverteilung
Die Preisgeldverteilung war identisch zu der des vorherigen Majors. Insgesamt wurden 1,25 Millionen US-Dollar ausgeschüttet. Dabei ging kein qualifiziertes Team ohne Preisgeld aus.
| Platz     | Team                                                                                      | Preisgeld (in US-Dollar) |
| --------- | ----------------------------------------------------------------------------------------- | ------------------------ |
| 1.        | Team Vitality                                                                             | 500.000                  |
| 2.        | GamerLegion                                                                               | 170.000                  |
| 3. – 4.   | Heroic Apeks                                                                              | 80.000                   |
| 5. – 8.   | Team Liquid Into the Breach Monte FaZe Clan                                               | 45.000                   |
| 9. – 16.  | Natus Vincere Ninjas in Pyjamas fnatic Bad News Eagles ENCE G2 Esports 9INE FURIA Esports | 20.000                   |
| 17. – 24. | Grayhound forZe paiN OG CompLexity TheMongolz Fluxo mousesports                           | 10.000                   |

## Trivia
Team Vitality ist das vierte Team, das ein Major-Turnier im eigenen Land gewinnen konnte. Vorher waren bereits 2013 fnatic in Schweden, Virtus.pro 2014 in Polen und 2018 Cloud 9 in den USA erfolgreich.